# Kasseler Brot

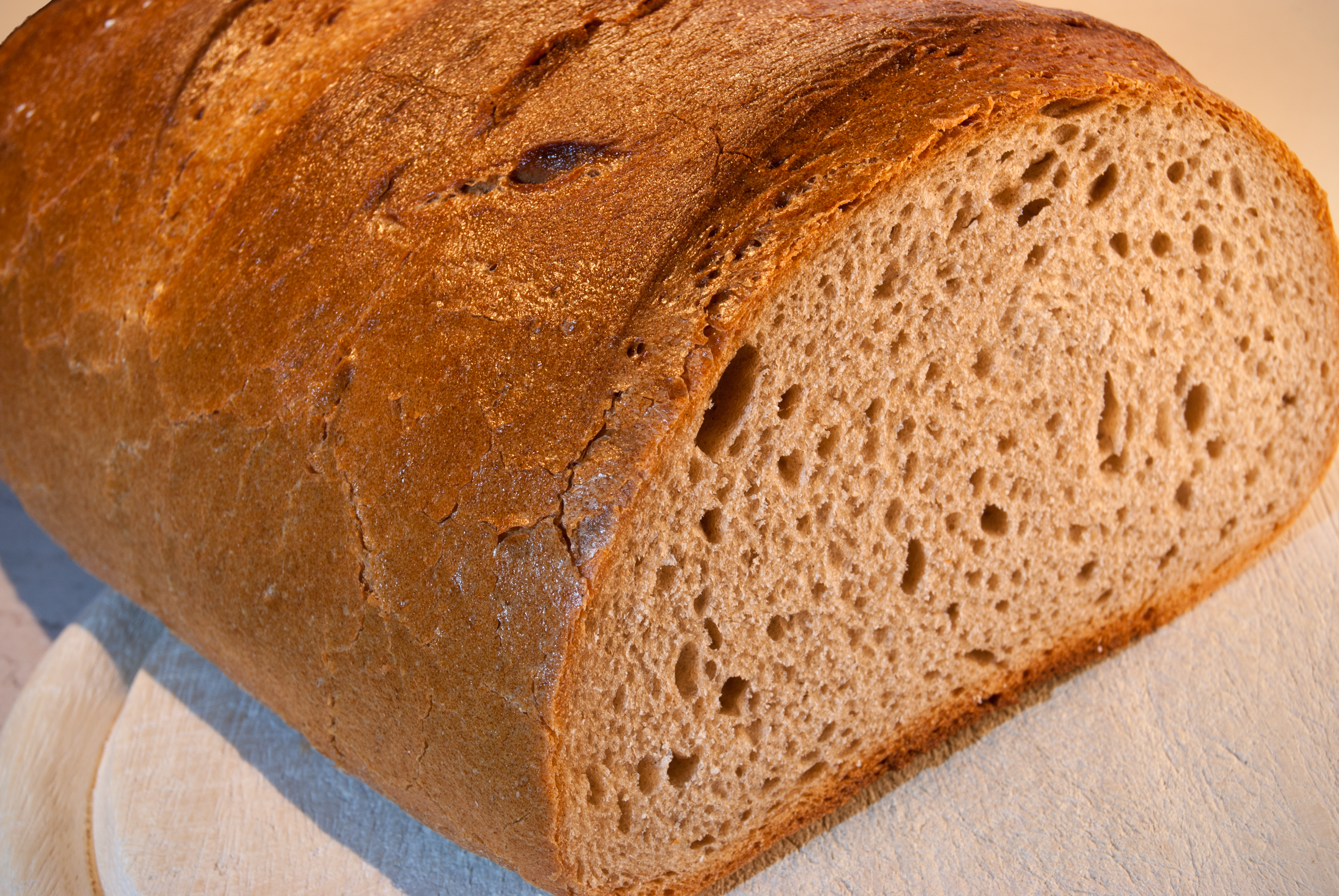
Kasseler Brot

Kasseler Brot, oft kurz Kasseler genannt, ist ein mildes, helles Weizenmischbrot aus Kassel, das heute auch in anderen Regionen, vor allem im Rheinland, verbreitet ist.
Es besteht zu etwa zwei Dritteln aus Weizenmehl und einem Drittel aus Roggenmehl, Sauerteig sowie Hefe und wird nur mit Salz gewürzt. Durch die abschließende Gärzeit des Teigs in einem geflochtenen Brotkorb erhalten die Laibe eine ovale Form mit leichten, umlaufenden Rillen, die auch nach dem Backen noch schwach sichtbar sind.
Kasseler Brot hat eine feine Krume und eine eher helle, weiche Kruste. Es hält sich bei richtiger Lagerung etwa drei bis fünf Tage.